# Bachahalli, Sidlaghatta
Bachahalli là một làng thuộc tehsil Sidlaghatta, huyện Kolar, bang Karnataka, Ấn Độ.